# Laguna del Diamante
La laguna del Diamante ou lagune du Diamant est un lac situé en Argentine, dans le département de San Carlos de la province de Mendoza, c'est-à-dire à proximité de la frontière ouest de la province avec le Chili. Ce lac constitue le point de départ du río Diamante, affluent important du río Desaguadero.
La laguna del Diamante devrait son nom au dessin rhomboïde du Maipo voisin qui se reflète dans ses eaux.

## Géographie
Le lac se situe dans les hautes Andes, à une altitude de 3 250 mètres, et est entouré de nombreux débris volcaniques ou scories qui confèrent au paysage une grande originalité. Ces débris proviennent du grand volcan Maipo, tout proche, qui domine le paysage du haut de ses 5 323 mètres d'altitude.
Tout comme le Maipo voisin, il occupe une partie d'une caldeira formée par l'explosion du Diamante, il y a près d'un demi million d'années.
Le lac a une profondeur qui peut atteindre les 70 mètres, une longueur supérieure à sept kilomètres, sa largeur moyenne étant d'à peu près trois kilomètres. Ainsi, il couvre une surface de quelque 14,1 km2. Sa profondeur maximale est de 70 mètres et sa profondeur moyenne de 38,6 mètres. Son volume d'eau est de 517 200 000 m3. Sa superficie le rend comparable à la moitié du lac d'Annecy en France.

## Protection
Afin de protéger l'écorégion des hautes Andes, tant la flore que la faune, le gouvernement de la province de Mendoza a créé une réserve provinciale de 17 000 hectares comprenant la totalité du lac, ainsi que ses environs, y compris le Maipo.

### Flore
Le lac se situe dans ce qu'on appelle la « Province Altoandine », qui contient toutes les hautes montagnes se trouvant en Argentine occidentale depuis la frontière bolivienne jusqu'à la Terre de Feu, et plus précisément dans le district altoandin du Cuyo, qui occupe les Andes des provinces de San Juan et de Mendoza.
Dans ces lieux élevés et froids qu'on appelle vegas croissent de maigres pâturages composés de Cyperaceae et de Juncaceae. Dans les régions les plus basses apparaissent quelques plantes représentant surtout les familles des Calyceraceae, des Portulacaceae, des Fabaceae et des Verbenaceae. Enfin, plus bas, peuvent apparaître des espèces ligneuses cemme la leña amarilla ou Adesmia pinifolia qui peut atteindre un mètre de hauteur.
Certaines espèces comme le huecú ou Poa holciformis, Junellia uniflora, Stipa chrysophylla, sont communes dans les vegas.

### Faune

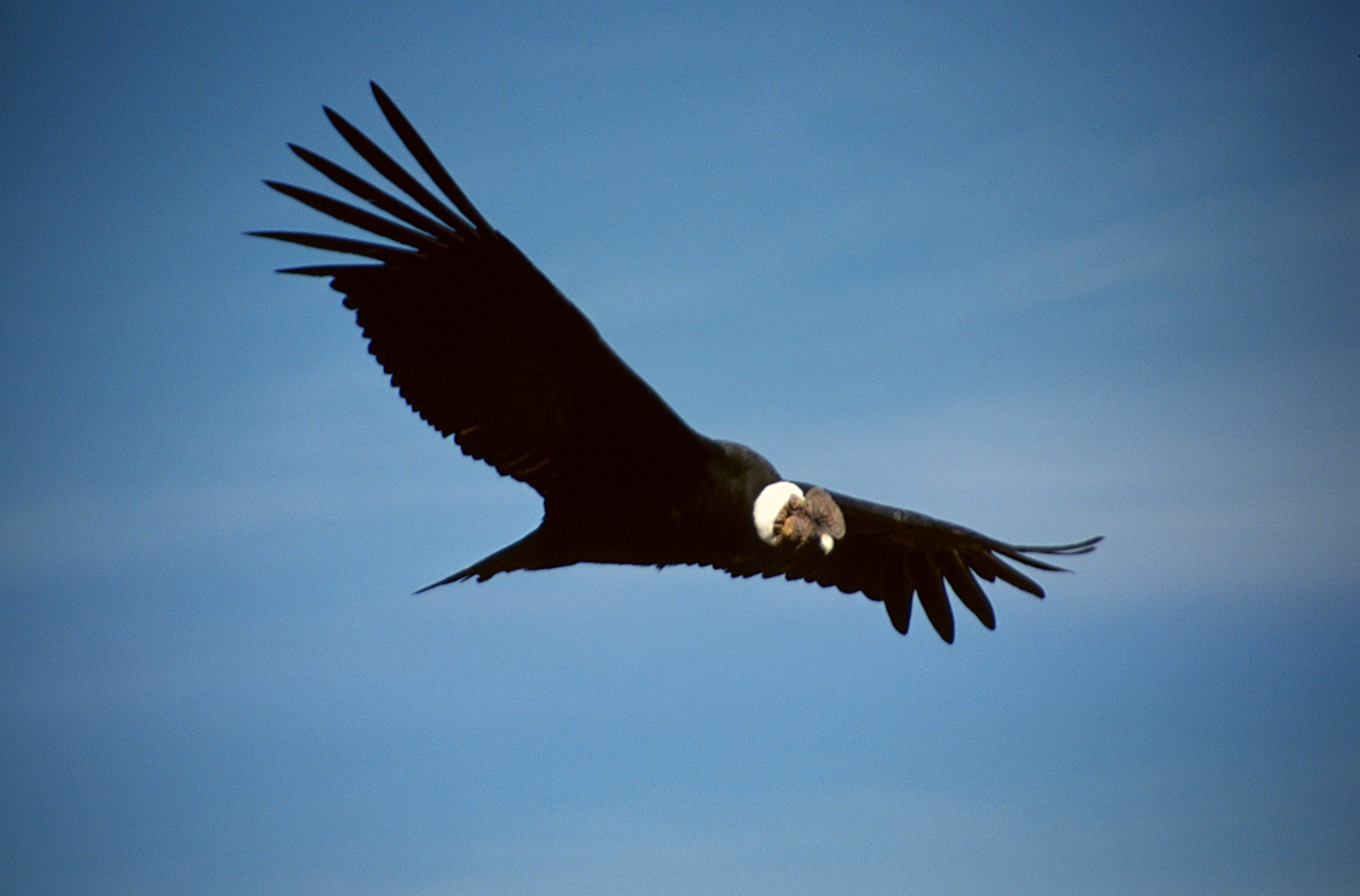
Condor des Andes

La région du lac se trouve à l'intérieur de ce qu'on appelle la région néotropicale, domaine andin patagonique, province altoandine, en concordance avec la division phytogéographique élaborée vers 1980. Cette zone se situe à cette latitude au-delà de 3 000 mètres. Les composants de la faune sont presque les mêmes que sur les hauts-plateaux de Bolivie ou du nord-ouest argentin, c’est-à-dire dans la "province Puñienne" (de la Puña).

#### Poissons et amphibiens
la Laguna del Diamante n'a pas de poissons autochtones, mais seulement ceux qui ont éré introduits à des fins de pêche sportive, comme la truite de rivière (Salvelinus fontinalis) et la truite arc-en-ciel, et le « pejerrey flecha de plata », en français pejerrey flèche d'argent (l'Odontesthes bonariensis).
Les batraciens sont surtout la grenouille commune ou Leptodactylus latrans.

#### Reptiles
Les reptiles se signalent par la belle variété des lézards et des gekkos, comme le leiosaurus catamarcensis, le liolaemus cuyanus, ou le liolaemus wiegmannii entre autres. On remarque le lézard coloré ou tégu rouge ou Salvator rufescens. Les serpents présentent aussi différentes espèces dont la redoutable yarará ñata ou bothrops ammodytoides, l'elapomorphus cuyanus, le lystrophis semicincus, le tomodon ocellatus, et d'autres encore.

#### Oiseaux

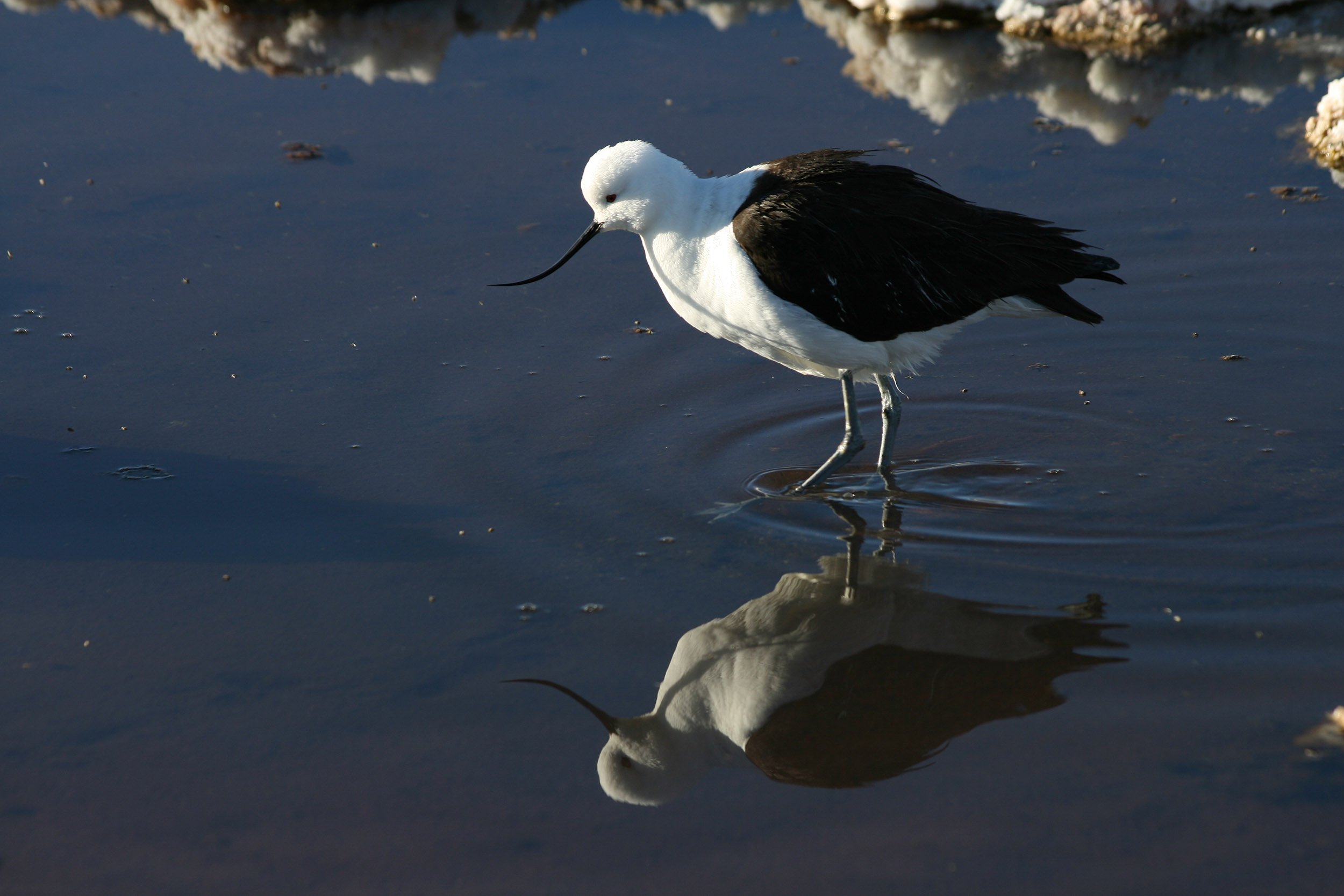
Avocette andine

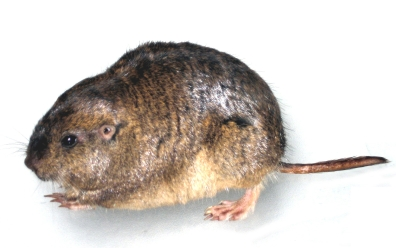
Tuco-tuco ou Ctenomys

Les oiseaux sont fort abondants et notamment diverses espèces endémiques. Parmi elles la mouette des Andes (gaviota andina ou larus serranus), la gachona grande (ou  attagis gayi), la colombe dorée (metriopelia aymara), la colombe de la cordillère (metriopelia melanoptera), la guayata (chloephaga melanoptera), deux espèces de poules d'eau ou fulica, le chorlo de la puña (charadrius alticola, un pluvier). On trouve aussi un canard à crête (lophonetta specularioides), l'avocette andine ou recurvirostra andina, l'urubu à tête rouge ou cathartes aura et l'  urubu noir ou coragyps atratus, le caracara ou polyborus megalopterus et le condor des Andes (vultur gryphus), cela parmi bien d'autres espèces.

#### Mammifères
Parmi les mammifères, on peut citer différentes espèces de ratons, principalement des genres akodon, andinomys, nectomys, calomys et phyllotis. On rencontre en outre des "chinchillones" du genre lagidium, 
différents tuco-tucos du genre ctenomys et des cobayes des genres cavia, microcavia et galea. Les marsupiaux sont aussi présents en altitude, pouvant vivre jusqu'à 3 000 mètres. L'opossum à oreilles blanches et le thylamys pusilla par exemple vivent jusqu'à 3 500 mètres d'altitude.

#### Macrofaune
Au sein de la macrofaune on remarque surtout les camélidés avec de belles populations de guanaco, avec aussi le "renard rouge" qui n'est pas un renard véritable, le culpeo, qui figure sur l'annexe I de la CITES, le mustélidé Galictis cuja qui est l'une des deux espèces de grison, le puma (puma concolor), le chat commun des montagnes ou oncifelis geoffroyi, le gato del pajonal ou chat des pampas (oncifelis colocolo pajeros).

## Voies d'accès
Depuis la ville de Mendoza il faut emprunter la RN 40 bien asphaltée vers le sud jusqu'à la localité de Pareditas. De là il faut prendre la route provinciale RP 101 qui n'est qu'un chemin consolidé, jusqu'au carrefour avec la RP 98, que l'on suit vers l'ouest, passant par le refuge Alvarado, où on doit s'enregistrer; ensuite droit devant, on arrive à la Laguna del Diamante.
L'état de cette section de 220 kilomètres devrait absolument être amélioré, car certaines saisons il est franchement déplorable. Le chemin depuis le refuge d'Alvarado est ouvert de janvier à mars.

## Histoire

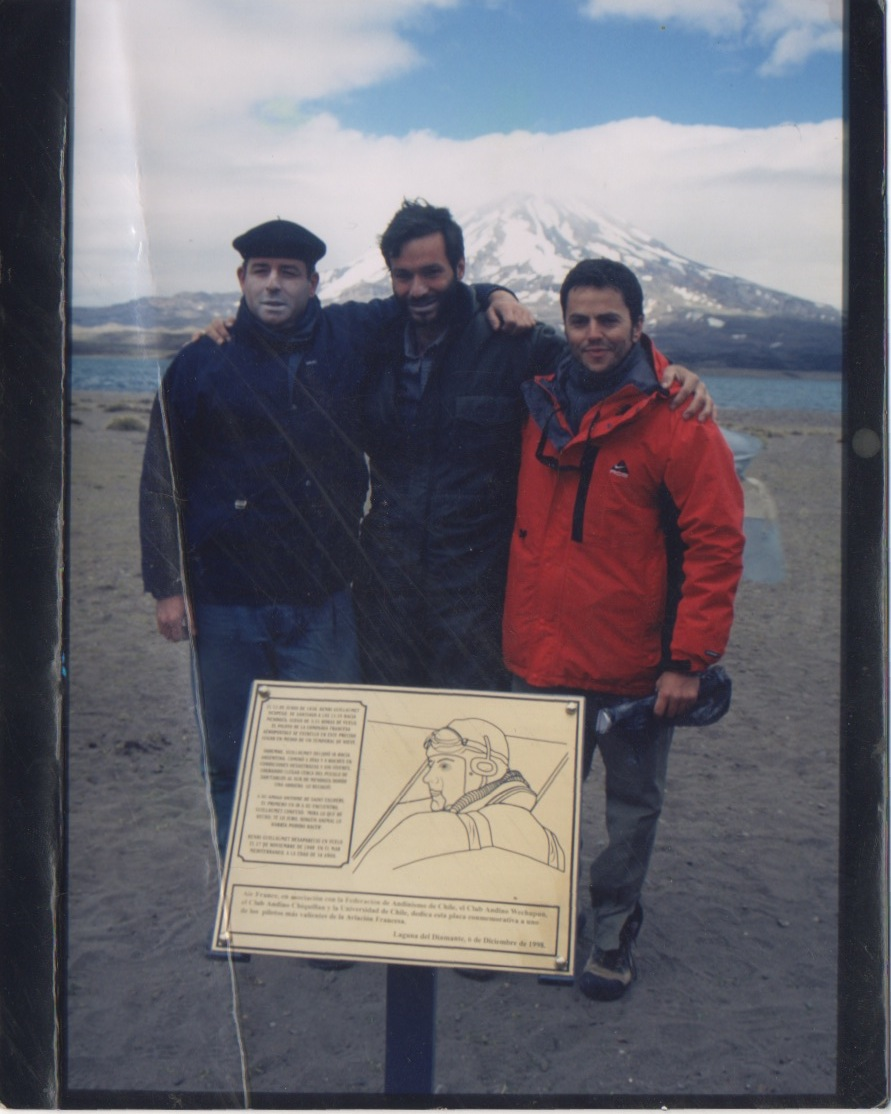
Marc Turrel, Christian Fedabeille. Expédition à la Laguna del Diamante. Argentine. Pose de la plaque commémorative Henri Guillaumet. 1998

Le paysage superbe et agreste de la Laguna del Diamante a été décrit par Antoine de Saint-Exupéry dans Terre des hommes.
C'est ici qu'Henri Guillaumet dut se poser le 13 juin 1930. Il marchera 5 jours pour atteindre une zone habitée.
En décembre 1998, une plaque commémorative est apposée sur les lieux de son atterrissage forcé, sur une des rives de la lagune, par une expédition venue du Chili et parrainée par l'Ambassadeur de France à Santiago.
Durant le second gouvernement de Juan Domingo Perón, à côté de la lagune on construisit l'Observatoire des rayons cosmiques dépendant de l'université nationale de Cuyo, un projet pionnier de l'observation astronomique.